# Стефан Чернев
Стефан Попигнатов Чернев е български музикант и просветен деец.

## Биография
Роден е през 1881 година в град Тутракан, в семейството на поп Игнат, и е най-големият от синовете му, сред които е и Андрей Чернев. Завършва Консерваторията в Букурещ. Учи по-малките си братя да обичат музиката и да свирят на музикални инструменти.
През учебната 1907/1908 година преподава в Сярското българско педагогическо училище. Там той съставя ученически духов и струнен оркестър, в който „почти всички ученици от курсовете и с малки изключения от класовете свирят на цигулка, китара, мандолина и др.“. Участието на оркестъра в годишния акт на 15 юни 1908 г. прави голямо впечатление и на чуждестранните гости: английския вицеконсул Ерскин, началника на френска мисия полковник Боман и френските офицери, почетния австрийски вицеконсул, представителя на турските власти и другите длъжностни лица. През великденската ваканция на 1910 година оркестърът отива до Солун. Атанас Разбойников отбелязва: „Серският училищен оркестър беше прочут и единствен в Македония“.
По време на Първата световна война е капелмайстор към 17-и пехотен доростолски полк. За отлична и неуморна служба през войната е награден с орден „За военна заслуга“, VI степен.